# Aleksandar Raković
Aleksandar Raković, cyr. Александар Раковић (ur. 13 kwietnia 1968 w Niszu) – serbski lekkoatleta specjalizujący się w chodzie sportowym, olimpijczyk.
Trzykrotnie wystąpił na igrzyskach olimpijskich. Startował w chodzie na 50 km, podczas igrzysk w 1996 (11. miejsce), 2000 (11. miejsce) i 2004 (23. miejsce).

## Rekordy życiowe
| Konkurencja                | Wynik    | Miejsce           | Data            |
| -------------------------- | -------- | ----------------- | --------------- |
| Chód na 10 kilometrów      | 40:05.19 | Nisz              | 16 czerwca 1996 |
| Chód na 20 kilometrów      | 1:22:12  | Podébrady         | 28 czerwca 1997 |
| Chód na 30 kilometrów      | 2:12:29  | Sesto S. Giovanni | 1 maja 1996     |
| Chód na 50 kilometrów      | 3:48:01  | Mézidon-Canon     | 2 maja 1999     |
| Chód na 5000 metrów (hala) | 20:27.01 | Torino            | 13 lutego 1991  |